# لورينت كروكي
لورينت كروكي (8 ديسمبر 1964

 في مونتيبيليارد) (بالفرنسية: Laurent Croci)‏ لاعب كرة قدم فرنسي معتزل كان يجيد اللعب في خط الدفاع وحاليا يعمل مساعدا لمدرب نادي الدرجة الوطنية كروا سافوا الفرنسي منذ 2006 .
لعب كروكي في أندية سوشو (1982-1992) بوردو (1992-1997) سوشو بالإعارة (1994-1995) كارليسل يونايتد الإنجليزي (1997) .
تولى كروكي تدريب أندية بلانكويفورت، كريتيل (2001-2002) ، سانت ميدارد، بويتيفين (2004-2005) إنتينت (2005-2006) .

## روابط خارجية
- لورينت كروكي على موقع قاعدة بيانات كرة القدم.إي يو (الإنجليزية)
- لورينت كروكي على موقع عالم كرة القدم.نت (الإنجليزية)